# Macieira (Lousada)
Macieira é uma povoação portuguesa sede da Freguesia de Macieira do Município de Lousada, freguesia com 1,42 km² de área e 1285 habitantes (censo de 2021), tendo, por isso, uma densidade populacional de 904,9 hab./km².

## Demografia
A população registada nos censos foi:
| Distribuição da População por Grupos Etários | Distribuição da População por Grupos Etários | Distribuição da População por Grupos Etários | Distribuição da População por Grupos Etários | Distribuição da População por Grupos Etários |
| -------------------------------------------- | -------------------------------------------- | -------------------------------------------- | -------------------------------------------- | -------------------------------------------- |
| Ano                                          | 0-14 Anos                                    | 15-24 Anos                                   | 25-64 Anos                                   | > 65 Anos                                    |
| 2001                                         | 343                                          | 214                                          | 751                                          | 113                                          |
| 2011                                         | 234                                          | 192                                          | 747                                          | 171                                          |
| 2021                                         | 161                                          | 172                                          | 743                                          | 209                                          |